# 山のかなたに
『山のかなたに』（やまのかなたに）は、石坂洋次郎の小説である。1950年と1960年に映画化、1966年にはテレビドラマ化された。

## 概要・あらすじ
長野県のある田舎町を舞台に、母と共に洋裁塾を経営する井上美佐子、高校の物理化学の教師・上島健太郎の2人を中心に、青春とそのモラル、生徒と教師の健太郎自身との成長過程を、地方色豊かに描いた群像劇。
高校では、愚連隊気取りの不良学生が後輩を支配して乱暴を働き、彼らに対しては「問題を生徒が各々自分達で解決して欲しい」と考えて待つだけで消極的な態度だった健太郎に対し、美佐子は非難して「案山子さん」というニックネームを付けた。ある日、国語教師・山崎から美佐子に宛てた恋文を持っていた、美佐子の弟・大助がその恋文を不良連中に奪われ、学校中にひと騒動巻き起こる。
テレビドラマ版では、原作で舞台となっていた旧制中学校を新制の高等学校に置き換えている。

## 映画版
1950年と1960年に2度映画化されている。

### 1950年版
7月8日公開。制作・配給は新東宝、藤本プロ。モノクロ。本作は二部作で、第一部『林檎の頬』と第二部『魚の接吻』からなる。

#### キャスト
- 上島健太郎：池部良
- 井上美佐子：角梨枝子
- 井上大助：井上大助
- 井上ふみ子：滝花久子
- 志村高一：堀雄二
- 林タケ子：若山セツ子
- 村田芳子：相馬千恵子
- 村田政吉：小高まさる
- 村田（母）：清川玉枝
- 和田弥助：河村黎吉
- 和田おいく：沢村貞子
- 和田タマ子：高山スズ子
- 古川熊吉：藤原釜足
- 古川ミネ子：飯田蝶子
- 山崎先生：田中春男
- 杉本賢造：中山豊
- 白木ウメ子：島崎雪子
- 教師：千秋実
- 教師：江見渉
- 上野洋子
- 登山晴子
- 河合健二

#### スタッフ
- 原作：石坂洋次郎
- 監督：千葉泰樹
- 脚本：井手俊郎
- 音楽：服部良一
- 撮影：鈴木博
- 助監督：井上梅次

#### 主題歌
『山の彼方に』 歌：藤山一郎（作詞：西条八十、作曲：服部良一）

### 1960年版
2月2日公開。制作・配給は東宝。カラー。上映時間は109分。前作と同じく、第一部『林檎の頬』と第二部『魚の接吻』の二部からなる。

#### キャスト
- 上島健太郎：宝田明
- 井上美佐子：白川由美
- 井上大助：久保賢
- 井上ふみ子：夏川静江
- 志村高一：夏木陽介
- 林タケ子：柳川慶子
- 村田芳子：草笛光子
- 村田政吉：山下敬二郎
- 和田弥助：加東大介
- 和田おいく：沢村貞子
- 和田タマ子：星由里子
- 古川熊吉：藤原釜足
- 古川ミネ子：清川玉枝
- 山崎先生：藤木悠
- 杉本賢造：坂本九
- 白木ウメ子：野口ふみえ
- 白木ハル子：横山道代
- 白木アキ子：笹るみ子
- 高校生：鈴木和夫、大塚国夫、石川進
- 町のヨタ公：若松明、大前亘
- 芳子の店のバーテン：中山豊
- 蕎麦屋の店員：若林映子
- 金魚屋の親父：沢村いき雄
- ライオン堂の職人：小川安三

#### スタッフ
- 原作：石坂洋次郎
- 製作：藤本真澄、金子正且
- 監督：須川栄三
- 脚本：井手俊郎
- 音楽：服部良一
- 撮影：小泉福造
- 美術：中古智
- 録音：保坂有明、宮崎正信
- 照明：隠田紀一
- 編集：岩下廣一
- 監督助手：坪島孝（チーフ）、浅野正雄、吉松安弘
- 製作担当：菅英久
- 撮影助手：福沢康道
- 小道具：戸田清、永山勝美
- 衣裳：奥原春子
- 記録：村木伊与子
- スチール：高木暢二
- 演技事務：梅浦洋一
- 音楽事務：原田英雄
- 経理担当（製作会計）：車田守
- 宣伝：加瀬享史

#### 主題歌
- 『山のかなたに』 歌：宝田明 （作詞：西条八十、作曲：服部良一）
- 『あした咲く花』 歌：宝田明

## テレビドラマ版
日本テレビの月曜20時枠の時間帯で、1966年1月17日から同年4月11日まで放送された。全13回。放映形式はモノクロ16mmフィルム。
石坂洋次郎原作のシリーズの第2弾。提供は明治乳業と田辺製薬（現：田辺三菱製薬）。
長年にわたりソフト化されていなかったが、2021年1月29日にDVDが発売された。

### キャスト
- 井上美佐子：松原智恵子
- 上島健太郎：津川雅彦
- 井上大助：松原マモル
- 井上ふみ子：轟夕起子
- 志村高一：新克利
- 林タケ子：伊藤るり子
- 村田芳子：横山道代
- 村田政吉：根岸一正
- 和田弥助：殿山泰司
- 和田おいく：初井言榮
- 和田タマ子：小橋玲子
- 山崎先生：小高雄二
- 川井先生：藤村有弘
- 木村マツ子：進千賀子
- 白木ウメ子：西尾三枝子
- 中井シュンイチ：青島幸男
- 藤井スズ子：山本陽子
- 古川ミネ子：菅井きん
- 古川熊吉：中村是好
- 杉本堅吉：うえずみのる
- 杉本リョウヘイ：若宮忠三郎
- 柏教頭：伊藤寿章
- ハマ子：浜川智子
- 秋本ミツオ：平田大三郎
- 吉田毅
- 杉山元
- 天坊準
- 武藤章生
- 春日章良
- 深江章喜
- 上島健次郎：舟木一夫（最終話）
- 健太郎の父：早川雪洲（第6話）

### スタッフ
- 原作：石坂洋次郎
- 脚本：井手俊郎、西島大、才賀明
- 監督：斎藤武市、鍛冶昇、枝川弘
- 制作：日活、日本テレビ

#### 主題歌
「山のかなたに」 歌：舟木一夫 （作詞：丘灯至夫、作曲：山路進一）
| 日本テレビ系 月曜20時枠 | 日本テレビ系 月曜20時枠 | 日本テレビ系 月曜20時枠 |
| 前番組                  | 番組名                  | 次番組                  |
| ----------------------- | ----------------------- | ----------------------- |
| 風と樹と空と            | 山のかなたに            | 青い山脈                |